# Botany of the Northern and Middle States
Botany of the Northern and Middle States (abreviado Bot. North. Middle States) es un libro ilustrado con descripciones botánicas. Fue escrito por el químico, geólogo, botánico, briólogo y pteridólogo estadounidense, Lewis Caleb Beck y publicado en el año 1833.